# ناتالیا مییان
ناتالیا مییان (به اسپانیایی: Natalia Millán) زادهٔ ۲۷ نوامبر ۱۹۶۹ بازیگر اهل اسپانیا است.
از فیلم‌ها یا مجموعه‌های تلویزیونی که وی در آن‌ها نقش داشته است می‌توان به سرقت در ساعت ۳... و نیم و یک گام به پیش اشاره نمود.